# Fotónica
.

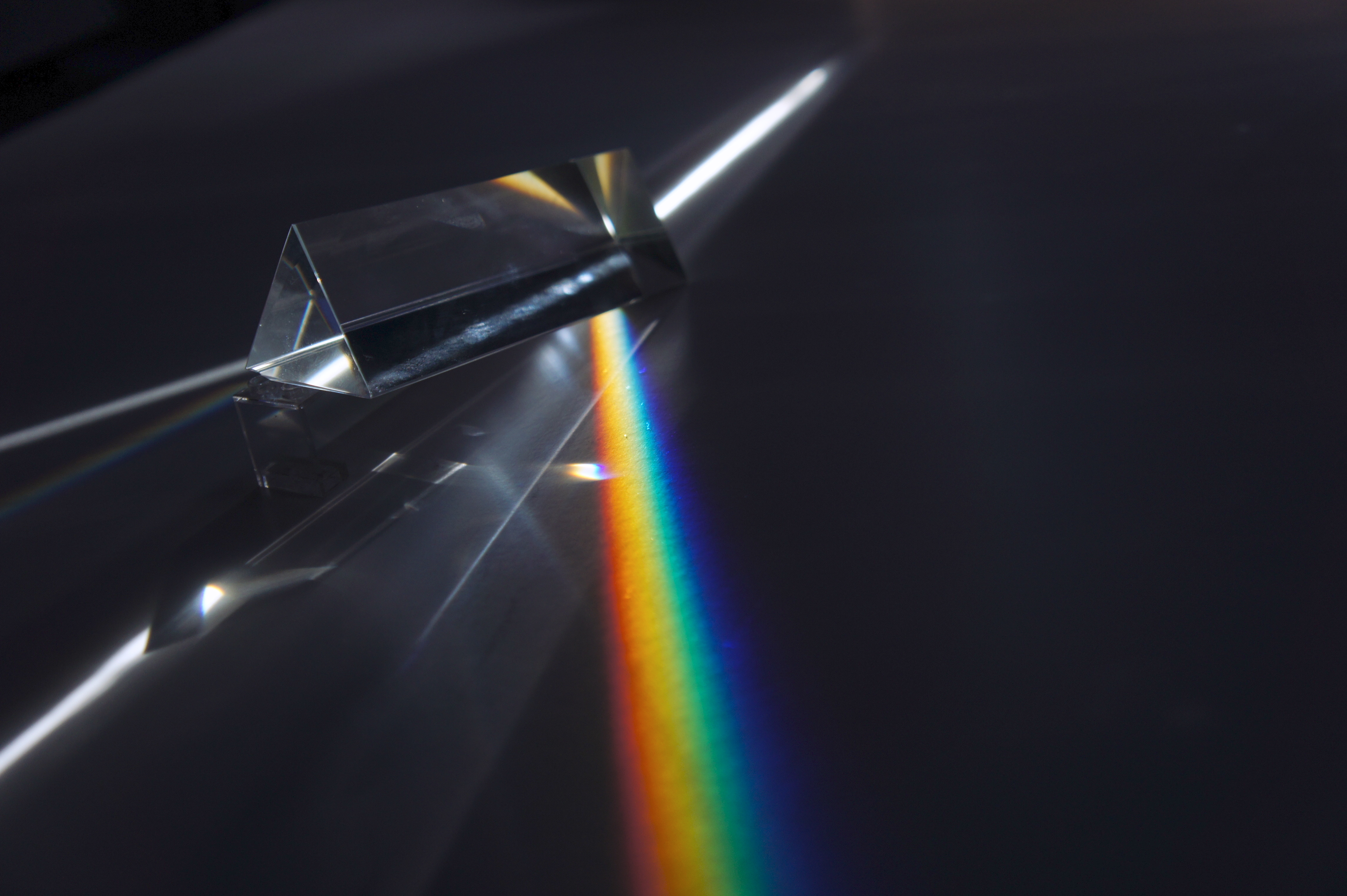
Dispersión de la luz (fotones) por un prisma

La fotónica es la ciencia de la generación, control y detección de fotones, en particular en el espectro visible e infrarrojo cercano, pero que también se extiende a otras porciones del espectro que incluyen al ultravioleta (longitudes de onda de 0,2 - 0,35 µm), infrarrojo de onda larga (8 - 12 µm) e infrarrojo lejano (75 - 150 µm), en donde actualmente se están desarrollando de manera activa los láser de cascada cuántica. La fotónica surge como resultado de los primeros semiconductores emisores de luz inventados a principios de 1960 en General Electric, MIT Lincoln Laboratory, IBM, y RCA y hechos factibles en la práctica por Zhores Alferov y Dmitri Z. Garbuzov y colaboradores que trabajaban en el Ioffe Physico-Technical Institute y casi simultáneamente por Izuo Hayashi y Mort Panish que trabajaban en los Bell Telephone Laboratories. 
De la misma manera que las aplicaciones de la electrónica se han ampliado de manera contundente desde que el primer transistor fuera inventado en 1948, las nuevas aplicaciones particulares de la fotónica siguen apareciendo. Aquellas de las cuales se consideran aplicaciones consolidadas y económicamente importantes de los dispositivos fotónicos de semiconductores incluyen: almacenamiento óptico de datos, telecomunicaciones por fibra óptica, impresión láser (basada en la xerografía), visualizadores y bombeo óptico en láseres de alta potencia. Las aplicaciones potenciales de la fotónica son virtualmente ilimitadas e incluyen: síntesis química, diagnóstico médico, comunicación de datos on-chip, defensa con armas láser y obtención de energía mediante fusión, entre otras aplicaciones interesantes.

## Historia
La palabra 'fotónica' deriva de la palabra griega "phos" que significa luz (que tiene caso genitivo "fotos" y en las palabras compuestas se utiliza la raíz "foto-"); apareció a finales de la década de 1960 para describir un campo de investigación cuyo objetivo era utilizar la luz para realizar funciones que tradicionalmente caían dentro del dominio típico de la electrónica, como las telecomunicaciones, el procesamiento de la información, etc.
La fotónica como campo comenzó con la invención del láser en 1960. Le siguieron otros desarrollos: el diodo láser en la década de 1970, las fibras ópticas para transmitir información y el amplificador de fibra dopada con erbio. Estos inventos constituyeron la base de la revolución de las telecomunicaciones de finales del siglo XX y proporcionaron la infraestructura de Internet.
Aunque se acuñó antes, el término fotónica pasó a ser de uso común en la década de 1980, cuando los operadores de redes de telecomunicaciones adoptaron la transmisión de datos por fibra óptica. En esa época, el término se utilizaba ampliamente en los Laboratorios Bell. Su uso se confirmó cuando la Sociedad de Láseres y Electroóptica del IEEE estableció una revista de archivo llamada Photonics Technology Letters a finales de la década de 1980.
Durante el período que precedió a la quiebra de las puntocom alrededor de 2001, la fotónica como campo se centró en gran medida en las telecomunicaciones ópticas. Sin embargo, la fotónica abarca una enorme gama de aplicaciones científicas y tecnológicas, como la fabricación de láseres, la detección biológica y química, el diagnóstico y la terapia médica, la tecnología de visualización y la computación óptica. Es probable que la fotónica siga creciendo si los actuales desarrollos de fotónica de silicio tienen éxito.

## Relación con otros campos

### Óptica clásica
La fotónica está estrechamente relacionada con la óptica. La óptica clásica precedió durante mucho tiempo al descubrimiento de la cuantización de la luz, cuando Albert Einstein explicó el efecto fotoeléctrico en 1905. Las herramientas ópticas incluyen la lente refractante, el espejo reflectante y diversos componentes e instrumentos ópticos desarrollados entre los siglos XV y XIX. Los principios clave de la óptica clásica, como el Principio de Huygens, desarrollado en el siglo XVII, las Ecuaciones de Maxwell y las ecuaciones de onda, desarrolladas en el XIX, no dependen de las propiedades cuánticas de la luz.

### Óptica moderna
La fotónica está relacionada con la óptica cuántica, la optomecánica, la electroóptica, la optoelectrónica y la electrónica cuántica. Sin embargo, cada área tiene connotaciones ligeramente diferentes por parte de las comunidades científicas y gubernamentales y en el mercado. Óptica cuántica suele connotar investigación fundamental, mientras que fotónica se utiliza para connotar investigación aplicada y desarrollo.
El término fotónica connota más específicamente:
- Las propiedades de las partículas de la luz,
- El potencial de crear tecnologías de dispositivos de procesamiento de señales usando fotones,
- La aplicación práctica de la óptica, y
- Una analogía con la electrónica.

El término optoelectrónica hace referencia a dispositivos o circuitos que incluyen funciones eléctricas y ópticas, es decir, un dispositivo semiconductor de película fina. El término electro-óptica surgió con anterioridad y engloba específicamente las interacciones eléctricas-ópticas no lineales aplicadas, por ejemplo, como moduladores de cristal a granel como la célula de Pockels, pero también incluye sensores avanzados de imagen.
Un aspecto importante en la definición moderna de Fotónica es que no existe necesariamente un acuerdo generalizado en la percepción de los límites del campo. Según una fuente de optics.org la respuesta a una consulta del editor de Journal of Optics A: Pure and Applied Physics al consejo editorial sobre la racionalización del nombre de la revista informó de diferencias significativas en la forma en que los términos "óptica" y "fotónica" describen el área temática, con alguna descripción proponiendo que "la fotónica abarca la óptica". En la práctica, a medida que evoluciona el campo, las evidencias de que "óptica moderna" y fotónica se utilizan a menudo indistintamente están muy difundidas y absorbidas en la jerga científica.

### Campos emergentes
La Fotónica también está relacionada con la ciencia emergente de la información cuántica y la óptica cuántica. Otros campos emergentes son:
- Optoacústica o imágenes fotoacústicas donde la energía láser suministrada a los tejidos biológicos será absorbida y convertida en calor, dando lugar a la emisión de ultrasonidos.
- Optomecánica, que implica el estudio de la interacción entre la luz y las vibraciones mecánicas de objetos mesoscópicos o macroscópicos;
- Optómica, en la que los dispositivos integran dispositivos fotónicos y atómicos para aplicaciones como el cronometraje de precisión, la navegación y la metrología;
- Plasmónica, que estudia la interacción entre la luz y los plasmones en estructuras dieléctricas y metálicas. Los plasmones son cuantizaciones de la oscilación del plasmas; cuando se acoplan a una onda electromagnética, se manifiestan como polaritón de plasmón superficial o plasmón de superficie localizado.
- Polaritónica, que difiere de la fotónica en que el portador fundamental de información es un polaritón. Los polaritones son una mezcla de fotones y fonones, y operan en el rango de frecuencias de 300 gigahercios a aproximadamente 10 terahercios.
- Fotónica programable, que estudia el desarrollo de circuitos fotónicos que puedan reprogramarse para implementar diferentes funciones del mismo modo que una FPGA electrónica.

## Aplicaciones

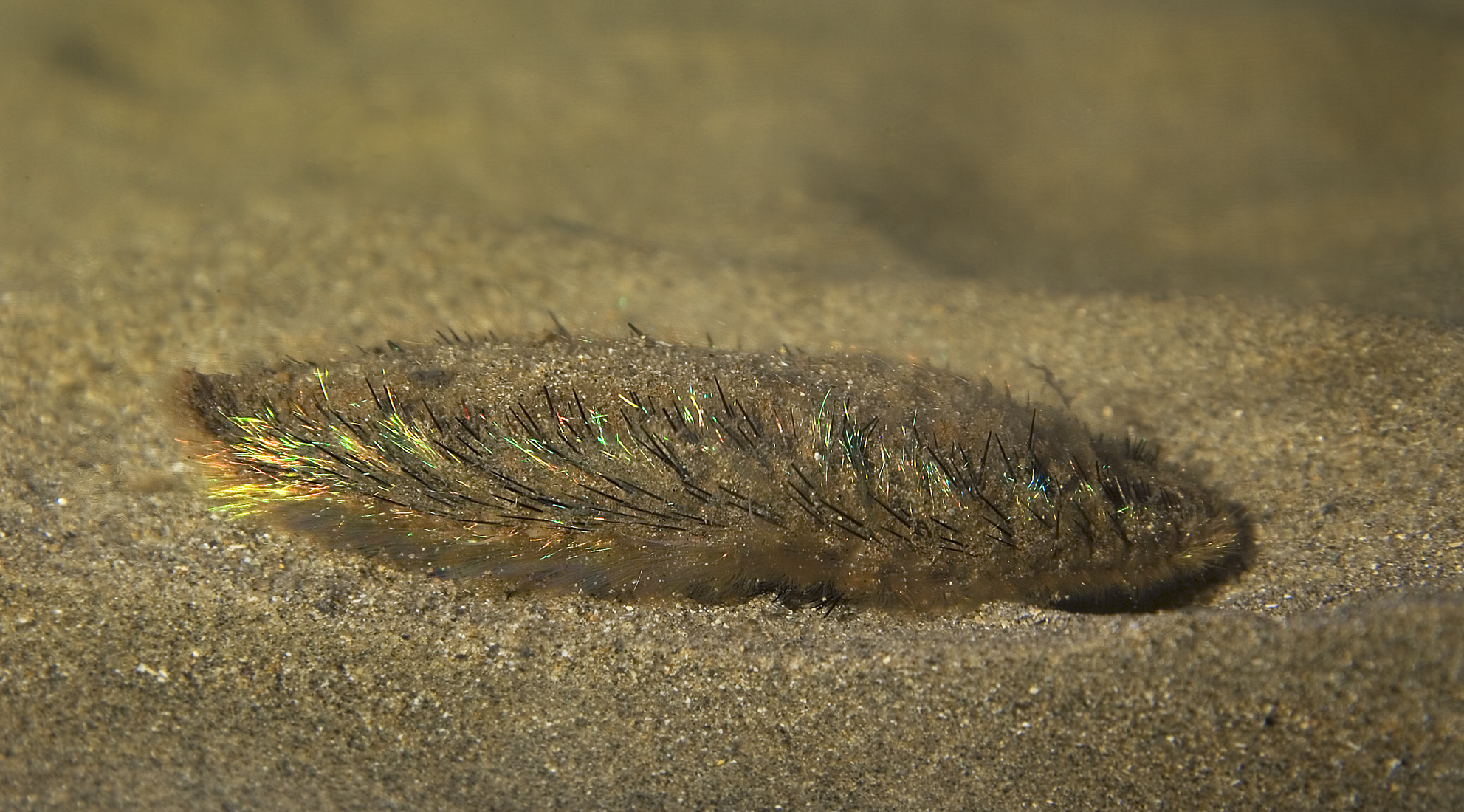
Un ratón de mar (Aphrodita aculeata), mostrando coloridas espinas, un notable ejemplo de ingeniería fotónica por parte de un organismo vivo

Las aplicaciones de la fotónica son omnipresentes. Se incluyen todos los ámbitos, desde la vida cotidiana hasta la ciencia más avanzada, por ejemplo, la detección de luz, las telecomunicaciones, el procesamiento de la información, la computación fotónica, la iluminación, la metrología, la espectroscopia, la holografía, la medicina (cirugía, corrección de la visión, endoscopia, control de la salud), biofotónica, tecnología militar, procesamiento de materiales láser, diagnóstico artístico (que implica infrarrojo Reflectografía, Rayos X, UltraVioleta fluorescencia, XRF), agricultura y robótica.
Al igual que las aplicaciones de la electrónica se han ampliado de forma espectacular desde que se inventó el primer transistor en 1948, las aplicaciones únicas de la fotónica siguen apareciendo. Entre las aplicaciones económicamente importantes de los dispositivos fotónicos semiconductores se encuentran la grabación óptica de datos, las telecomunicaciones por fibra óptica, la impresión láser (basada en la xerografía), las pantallas y el bombeo óptico de los láseres de alta potencia. Las aplicaciones potenciales de la fotónica son prácticamente ilimitadas e incluyen la síntesis química, el diagnóstico médico, la comunicación de datos en el chip, los sensores, la defensa por láser y la energía de fusión, por citar otros ejemplos interesantes.
- Equipos de consumo: Escáner de código de barras, impresora, dispositivos de CD/DVD/Blu-ray, dispositivos de control remoto.
- Telecomunicaciones: comunicación por fibra óptica, convertidor de bajada óptica a microondas
- Medicina: corrección de la vista, cirugía láser, endoscopia quirúrgica, eliminación de tatuajes.
- Fabricación industrial: uso de láseres para soldar, taladrar, cortar y diversos métodos de modificación de superficies
- Construcción: nivelación láser, telemetría láser, estructuras inteligentes.
- Aviación: giroscopios fotónicos que carecen de piezas móviles
- Militar: Sensores IR, mando y control, navegación, búsqueda y rescate, colocación y detección de minas
- Entretenimiento: espectáculo lásers, efectos de rayos, arte holográfico
- Procesamiento de la información
- Sensores: LIDAR, sensores para la electrónica de consumo
- Metrología: mediciones de tiempo y frecuencia, hallazgo
- Computación fotónica:[4] distribución del reloj y comunicación entre ordenadores, placa de circuito impresos, o dentro de circuito integrados optoelectrónicos; en el futuro: computación cuántica

La microfotónica y la nanofotónica suelen incluir cristal fotónicos y dispositivo de estado sólidos.

## Descripción general de la investigación en fotónica
La ciencia de la fotónica incluye la investigación de la emisión, transmisión, amplificación, detección y  modulación de la luz.